# Alseis hackeri
Alseis hackeri är en insektsart som beskrevs av Stevens 1991. Alseis hackeri ingår i släktet Alseis och familjen dvärgstritar. Inga underarter finns listade i Catalogue of Life.